# Mertensia dshagastanica
Mertensia dshagastanica là loài thực vật có hoa trong họ Mồ hôi. Loài này được Regel mô tả khoa học đầu tiên năm 1880.